# Volvo B9-serien
Volvo B9 är en serie busschassin från Volvo Bussar, tillverkade mellan 2002 och 2021.
Det allra första busschassit med en 9:a i modellbeteckningen var dock Volvo B9M, tillverkat från 1985 till 1991, det är ett B10M-chassi med något strypt 10-litersmotor som endast fanns med två hjulaxlar och vanligtvis kort hjulbas och totallängd, men även ett normalstort B9M-60 fanns tillgängligt och där skiljde sig inte chassit från B10M sig så mycket förutom på motorstyrka och några andra detaljer.
Från 2002 fram till slutet av 2013 samt på vissa marknader fram till 2021 fanns en nyare generation Volvobussar med 9-litersmotorer; den här gången med (dieselmotorerna Volvo D9A, D9B samt gasmotorerna Volvo G9A och G9B), dessa är stående monterade som i Volvo B7-serien. Denna serie består av normalgolvschassiet Volvo B9R med motorn stående bak på längden, dess lågentrévariant Volvo B9RLE, låggolvschassiet Volvo B9L med motorn stående på längden bak på vänster sida, ledbussen Volvo B9LA som är ledversionen av B9L som också har motorn längst bak med drivning på bakersta hjulen, och Volvo B9S, en ledbuss med antingen lågt golv eller lågentré och motorn stående på sidan mellan första och andra hjulaxeln med drivning på den andra axeln, den kan även fås med dubbla leder och då i längder mellan 24 och 27 meter. Det finns även en dubbeldäckare med tvärställd motor bak och korta karossöverhäng kallad Volvo B9TL. Motorn till dessa chassin drivs av antingen diesel, biodiesel eller biogas/naturgas. På och B9L och B9S är kylaren monterad i taket för att öka innerutrymmena. Det första chassit att sluta tillverkas i B9-serien var B9S som slutade att tillverkas 2011, det fick ingen ersättare. Ett par år senare slutade även B9RLE att tillverkas, det ersattes av B8RLE som har en nyare 8-litersmotor (Volvo D8K) som klarar Euro 6-normen. Volvo B9L och B9LA lades endast, liksom B9S, helt ner men kan sägas ha efterföljts av hybridchassit Volvo B5LH som fanns tillgängligt för stadsbussar. Det två- och treaxlade B9TL-chassit ersattes av Volvo B5TL respektive Volvo B8L i Europa. Volvo B9R förekom i liten omfattning under hösten 2014 på nyregistrerade fordon i Sverige, men ersattes därefter helt av Volvo B8R på samma marknad. Volvo B9-serien fortsatte dock att tillverkas många år efter att den slutat tillverkas i Europa, såsom i Sydafrika. Sedan 2021 är dock tillverkningen helt nerlagd.

## Galleri

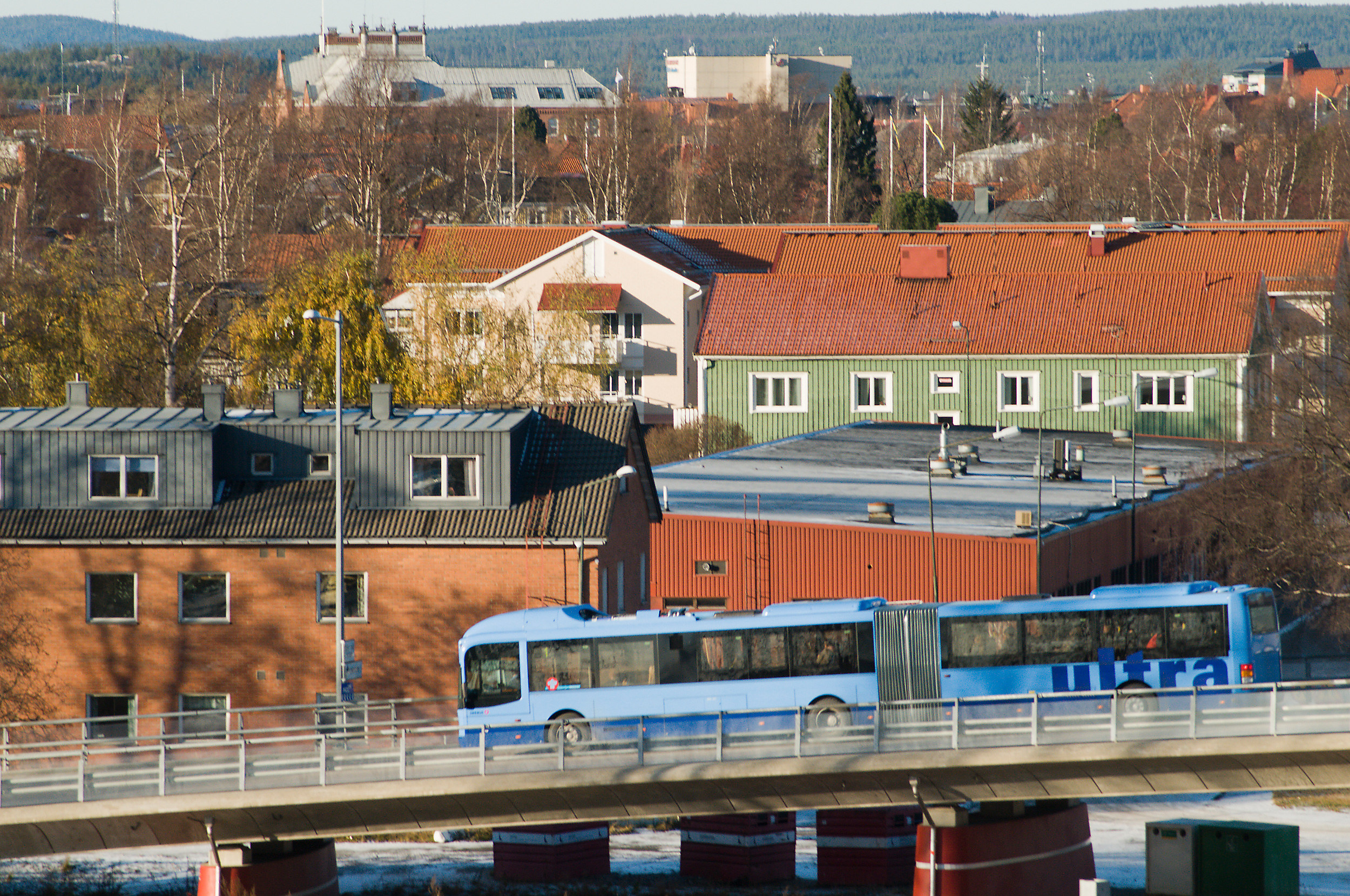
Volvo B9S (8500) ledbuss i Umeå.

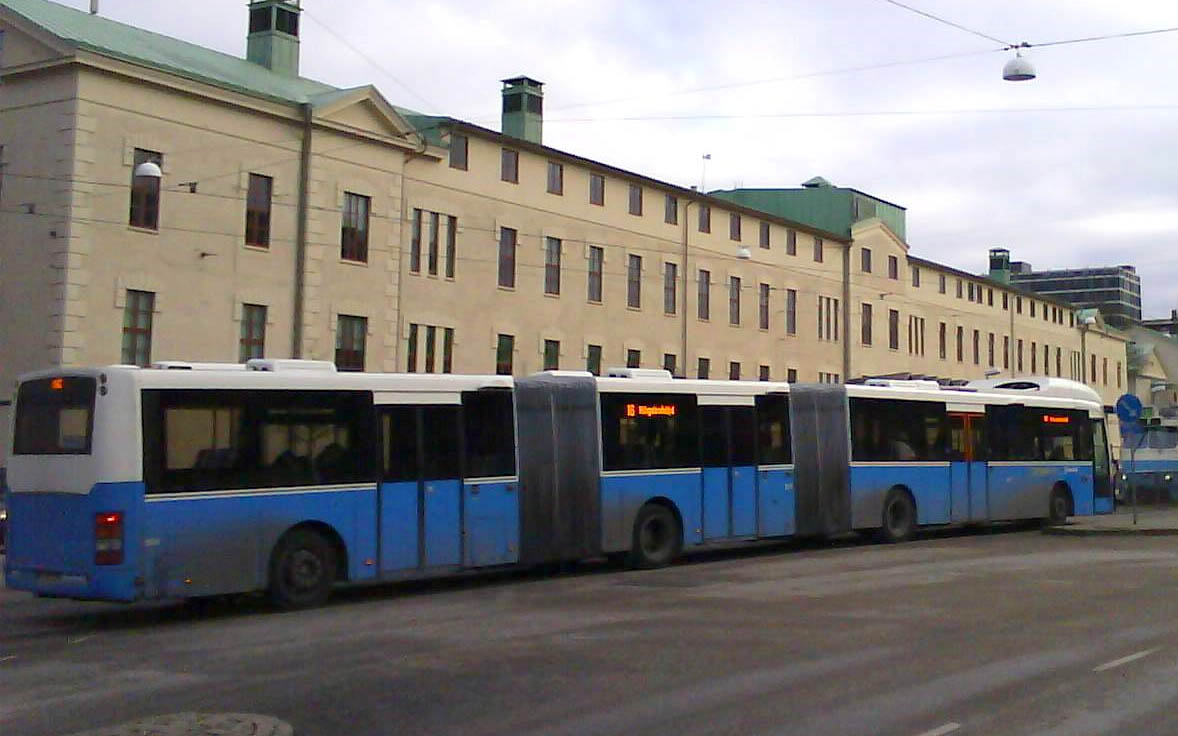
Volvo B9S (7500) dubbel ledbuss i Göteborg.